# UEFA Futsal Championship 2012
L'UEFA Futsal Championship 2012 è stato l'8º campionato europeo per le nazioni di calcio a 5, e si è disputato a Zagabria e Spalato, in Croazia, dal 31 gennaio all'11 febbraio 2012. La Spagna ha conquistato il titolo per la sesta volta, la quarta consecutiva, battendo in finale la Russia per 3-1 dopo i tempi supplementari.
Come l'edizione precedente, il torneo è stato disputato da 12 squadre divise in 4 gironi da 3 squadre; le prime due di ogni girone si sono qualificate per i quarti di finale, dove è iniziata la fase a eliminazione diretta.

## Fase finale

### Scelta della sede
Oltre alla Croazia erano in lista per l'organizzazione del torneo il Belgio, che ci aveva già provato per l'europeo del 2010, con Anversa e Charleroi, e la Macedonia con la città di Skopje. La decisione di affidare alla Croazia l'organizzazione dell'evento è stata presa il 24 marzo 2010, alla riunione del Comitato Esecutivo UEFA a Tel Aviv in Israele.

### Impianti
I due impianti utilizzati sono stati l'Arena Zagreb a Zagabria e la Spaladium Arena di Spalato. Le semifinali, la finale e la finale per il terzo posto si sono disputate all'Arena Zagreb, mentre i quarti di finale e le 12 partite della fase a gironi sono state equamente ripartite tra Zagabria e la Spaladium Arena.
| Impianto | Arena Zagreb | Spaladium Arena |
| -------- | ------------ | --------------- |
| Foto     |              |                 |
| Città    | Zagabria     | Spalato         |
| Capacità | 15.200       | 10.931          |

### Squadre partecipanti
| Squadra     | Così dalle qualificazioni | Precedenti apparizioni al torneo *           |
| ----------- | ------------------------- | -------------------------------------------- |
| Croazia     | Ospitante                 | 2 (1999, 2001)                               |
| Spagna      | Vincitrice gruppo 1       | 7 (1996, 1999, 2001, 2003, 2005, 2007, 2010) |
| Russia      | Vincitrice gruppo 2       | 7 (1996, 1999, 2001, 2003, 2005, 2007, 2010) |
| Portogallo  | Vincitrice gruppo 3       | 5 (1999, 2003, 2005, 2007, 2010)             |
| Rep. Ceca   | Vincitrice gruppo 4       | 5 (2001, 2003, 2005, 2007, 2010)             |
| Ucraina     | Vincitrice gruppo 5       | 6 (1996, 2001, 2003, 2005, 2007, 2010)       |
| Italia      | Vincitrice gruppo 6       | 7 (1996, 1999, 2001, 2003, 2005, 2007, 2010) |
| Azerbaigian | Seconda gruppo 1          | 1 (2010)                                     |
| Serbia      | Seconda gruppo 2          | 3 (1999, 2007, 2010)                         |
| Romania     | Seconda gruppo 4          | 1 (2007)                                     |
| Turchia     | Seconda gruppo 5          | 0 (debutto)                                  |
| Slovenia    | Seconda gruppo 6          | 2 (2003, 2010)                               |

* In grassetto la vincitrice di quell'edizione.

### Sorteggio dei gruppi
Il sorteggio si è tenuto il 9 settembre 2011 a Zagabria presso il centro conferenze Hypo Expo XXI. Alla cerimonia del sorteggio hanno partecipato:
- Davor Šuker
- Jeff Agoos

| Urna 1                                                                                  | Urna 2                          | Urna 3                               |
| --------------------------------------------------------------------------------------- | ------------------------------- | ------------------------------------ |
| Croazia (ospitante, assegnata al gruppo A) Spagna (detentrice titolo) Italia Portogallo | Russia Rep. Ceca Ucraina Serbia | Azerbaigian Romania Slovenia Turchia |

### Copertura televisiva
Tutti gli incontri sono stati trasmessi da Eurosport.

## Fase a gironi

### Girone A
| Squadra   | P.ti | G | V | N | P | GF | GS | DR |
| --------- | ---- | - | - | - | - | -- | -- | -- |
| Croazia   | 6    | 2 | 2 | 0 | 0 | 7  | 5  | +2 |
| Romania   | 3    | 2 | 1 | 0 | 1 | 4  | 3  | +1 |
| Rep. Ceca | 0    | 2 | 0 | 0 | 2 | 5  | 8  | -3 |

| Arbitri: | Pascal Lemal Marc Birkett Gábor Kovács |

|                                 |           |               |
| Marinović 22’13’’ Grcić 34’08’’ | Marcatori | 29’50’’ Csoma |

| Arbitri: | Timo Onatsu Stephan Kammerer Fernando Lumbreras |

|                                           |           |              |
| Dobre 16’55’’ Ignat 33’47’’ Matei 36’16’’ | Marcatori | 7’43’’ Belej |

| Arbitri: | Eduardo Fernandes Coelho Pascal Lemal Marc Birkett |

|                                                                        |           |                                                                         |
| Belej 23’51’’ Kopecký 34’45’’ Roman Mareš 36’22’’ Novak 37’47’’ (aut.) | Marcatori | 8’16’’ Grcić 22’10’’ 37’06’’ Marinović 28’03’’ Despotović 36’45’’ Novak |

### Girone B
| Squadra  | P.ti | G | V | N | P | GF | GS | DR |
| -------- | ---- | - | - | - | - | -- | -- | -- |
| Spagna   | 6    | 2 | 2 | 0 | 0 | 8  | 3  | +5 |
| Ucraina  | 3    | 2 | 1 | 0 | 1 | 7  | 7  | 0  |
| Slovenia | 0    | 2 | 0 | 0 | 2 | 5  | 10 | -5 |

| Arbitri: | Bogdan Sorescu Gerald Bauernfeind Karel Henych |

|                                                          |           |                              |
| Miguelín 14'19’’ Aicardo 25'30’’ Torrás 28'27’’, 29'57’’ | Marcatori | 16'21’’ Fetić 36'56’’ Mordej |

| Arbitri: | Gerald Bauernfeind Bogdan Sorescu Danijel Janošević |

|                                                     |           |                                                                             |
| Legčanov 26'30'’ (aut.) Uršič 33'24'’ Čujec 37'37'’ | Marcatori | 5'15'’ Kločko 7'35'’ 20'46'’ 28'58'’ Legčanov 9'18'’ Žurba 16'10'’ Pavlenko |

| Arbitri: | Petros Panayides Danijel Janošević Sebastian Stawicki |

|                      |           |                                                    |
| Boned 31’42’’ (aut.) | Marcatori | 3’19’’ Borja 15’21’’ Miguelín 17’52’’ 18’35’’ Usín |

### Girone C
| Squadra | P.ti | G | V | N | P | GF | GS | DR |
| ------- | ---- | - | - | - | - | -- | -- | -- |
| Russia  | 4    | 2 | 1 | 1 | 0 | 7  | 2  | +5 |
| Italia  | 4    | 2 | 1 | 1 | 0 | 5  | 3  | +2 |
| Turchia | 0    | 2 | 0 | 0 | 2 | 1  | 8  | -7 |

| Arbitri: | Stephan Kammerer Timo Onatsu Borut Šivic |

|                                      |           |              |
| Ippoliti 6’29’’ 29’51’’ Lima 36’40’’ | Marcatori | 1’46’’ Erdal |

| Arbitri: | Marc Birkett Gábor Kovács Eduardo Fernandes Coelho |

|  |           |                                                             |
|  | Marcatori | 0’59’’ 7’46’’ 23’55’’ Maevskij 20’58’’ Fukin 21’16’’ Cirilo |

| Arbitri: | Fernando Lumbreras Borut Šivic Timo Onatsu |

|                              |           |                              |
| Fukin 4’29’’ Sergeev 17’08’’ | Marcatori | 20’53’’ Lima 30’17’’ Fortino |

### Girone D
| Squadra     | P.ti | G | V | N | P | GF | GS | DR |
| ----------- | ---- | - | - | - | - | -- | -- | -- |
| Portogallo  | 6    | 2 | 2 | 0 | 0 | 6  | 2  | +4 |
| Serbia      | 3    | 2 | 1 | 0 | 1 | 10 | 10 | 0  |
| Azerbaigian | 0    | 2 | 0 | 0 | 2 | 9  | 13 | -4 |

| Arbitri: | Ivan Šabanov Sebastian Stawicki Francesco Massini |

|                                                                         |           |                  |
| Cardinal 2’41’’ Felipe 3’24’’ (aut.) Marinho 25’24’’ Ricardinho 37’12’’ | Marcatori | 6’46’’ Fərəczadə |

| Arbitri: | Sebastian Stawicki Francesco Massini Petros Panayides |

| |           | |
| Felipe 0’08’’ 8’18’’ Fərzəliyev 4’08’’ Dantas 10’55’’ 22’13’’ 31’26’’ Thiago 33’52’’ Bojović 38’56’’ (aut.) | Marcatori | 5’22’’ 7’44’’ 28’07’’ 38’42’’ Bojović 8’26’’ Rajčević 21’52’’ 26’23’’ Kocić 22’54’’ Lazić 36’16’’ Pavićević |

| Arbitri: | Karel Henych Ivan Šabanov Gerald Bauernfeind |

|                           |           |                              |
| Ricardinho 31’15’’ (aut.) | Marcatori | 21’14’’ Arnaldo 36’08’’ Cary |

## Fase a eliminazione diretta
|  | Quarti di finale | Quarti di finale |             |        | Semifinali                | Semifinali                |  |  | Finale      | Finale |
|  |                  |                  |             |        |                           |                           |  |  |             |        |
|  | 6 febbraio       |                  |             |        |                           |                           |  |  |             |        |
|  |                  |                  |             |        |                           |                           |  |  |             |        |
|  | Croazia (dtr)    | 1 (3)            |             |        |                           |                           |  |  |             |        |
|  | Croazia (dtr)    | 1 (3)            | 9 febbraio  |        |                           |                           |  |  |             |        |
|  | Ucraina          | 1 (1)            |             |        |                           |                           |  |  |             |        |
|  | Ucraina          | 1 (1)            | Croazia     | 2      |                           |                           |  |  |             |        |
|  | 7 febbraio       |                  | Croazia     | 2      |                           |                           |  |  |             |        |
|  |                  | Russia           | 4           |        |                           |                           |  |  |             |        |
|  | Russia           | Russia           | 4           | 2      |                           |                           |  |  |             |        |
|  | Russia           |                  | 11 febbraio | 2      |                           |                           |  |  |             |        |
|  | Serbia           | 1                |             |        |                           |                           |  |  |             |        |
|  | Serbia           | 1                | Russia      | 1      |                           |                           |  |  |             |        |
|  | 6 febbraio       |                  | Russia      | 1      |                           |                           |  |  |             |        |
|  |                  | Spagna (dts)     | 3           |        |                           |                           |  |  |             |        |
|  | Romania          | Spagna (dts)     | 3           | 3      |                           |                           |  |  |             |        |
|  | Romania          | 9 febbraio       |             | 3      |                           |                           |  |  |             |        |
|  | Spagna           | 8                |             |        |                           |                           |  |  |             |        |
|  | Spagna           | 8                | Spagna      | 1      | Finale per il terzo posto | Finale per il terzo posto |  |  |             |        |
|  | 7 febbraio       |                  | Spagna      | 1      | Finale per il terzo posto | Finale per il terzo posto |  |  |             |        |
|  |                  | Italia           | 0           |        |                           |                           |  |  |             |        |
|  | Italia           | Italia           | 0           | 3      | Croazia                   | 1                         |  |  |             |        |
|  | Italia           |                  |             | 3      | Croazia                   | 1                         |  |  |             |        |
|  | Portogallo       | 1                |             | Italia | 3                         |                           |  |  |             |        |
|  | Portogallo       | 1                |             |        | 3                         |                           |  |  |             |        |
|  |                  |                  |             |        |                           |                           |  |  | 11 febbraio |        |
|  |                  |                  |             |        |                           |                           |  |  |             |        |

### Quarti di finale
| Arbitri: | Gábor Kovács Eduardo Fernandes Coelho Ivan Shabanov |

|                                      |           |                                                                                                 |
| Gherman 8’21’’ 14’07’’ Matei 24’59’’ | Marcatori | 3’25’’, 19’42’’, 29’31’’ Torrás 13’28’’, 26’50’’ Aicardo 16’10’’ Usín 29’48’’ Lin 37’03’’ Ortiz |

| Arbitri: | Francesco Massini Petros Panayides Pascal Lemal |

|                            |                      |                                     |
| Osvyannikov 17’11’’ (aut.) | Marcatori            | 29’49’’ Čepornjuk                   |
| Grcić Jelovčić Novak       | Tiri di rigore 3 – 1 | Kondratyuk Žurba Pavlenko Legchanov |

| Arbitri: | Danijel Janošević Karel Henych Bogdan Sorescu |

|                            |           |                   |
| Fukin 28’01’’ Pula 33’35’’ | Marcatori | 24’28’’ Milosavac |

| Arbitri: | Borut Šivic Fernando Lumbreras Stephan Kammerer |

|                                                    |           |                    |
| Arnaldo 20’49’’ (aut.) Saad 29’15’’ Patias 37’52’’ | Marcatori | 24’04’’ Ricardinho |

### Semifinali
| Arbitri: | Borut Šivic Bogdan Sorescu Fernando Lumbreras |

|                           |           |                                                             |
| Marinović 26’48’’ 36’32’’ | Marcatori | 0’35’’ Prudnikov 5’07’’ Cirilo 15’30’’ Abramov 20’41’’ Pula |

| Arbitri: | Gábor Kovács Eduardo Fernandes Coelho Danijel Janošević |

|                |           |  |
| Aicardo 6’09’’ | Marcatori |  |

### Finale 3º posto
| Arbitri: | Fernando Lumbreras Ivan Shabanov Bogdan Sorescu |

|               |           |                                                |
| Grcić 30’08’’ | Marcatori | 0’58’’ Saad 25’10’’ Honorio 38’49’’ Mammarella |

### Finale
| Arbitri: | Danijel Janošević Francesco Massini Eduardo Fernandes Coelho |

|              |           |                                      |
| Pula 33’15’’ | Marcatori | 39’26’’ 47’58’’ Lozano 50’00’’ Boned |

| Russia | Spagna |

## Campione
SPAGNA
(6º titolo)

## Classifica finale
| Pos. | Squadra     |
| ---- | ----------- |
|      | Spagna      |
|      | Russia      |
|      | Italia      |
| 4    | Croazia     |
| 5    | Portogallo  |
| 5    | Serbia      |
| 5    | Ucraina     |
| 5    | Romania     |
| 9    | Rep. Ceca   |
| 9    | Azerbaigian |
| 9    | Slovenia    |
| 9    | Turchia     |

## Premi
- Scarpa d'Oro: Jordi Torrás (Spagna) 5 gol, 1 assist (5 partite)[4]
- Scarpa d'Argento: Dario Marinović (Croazia) 5 gol, 0 assist (5 partite)
- Scarpa di Bronzo: Vidan Bojović (Serbia) 4 gol, 1 assist (3 partite)

## Statistiche del torneo

### Classifica marcatori
| Giocatore          | Nazione     | Gol |
| ------------------ | ----------- | --- |
| Dario Marinović    | Croazia     | 5   |
| Jordi Torrás       | Spagna      | 5   |
| Vidan Bojović      | Serbia      | 4   |
| Jesús Aicardo      | Spagna      | 4   |
| Jadder Dantas      | Azerbaigian | 3   |
| Jakov Grcić        | Croazia     | 3   |
| Aleksandr Fukin    | Russia      | 3   |
| Pula               | Russia      | 3   |
| Konstantin Maevski | Russia      | 3   |
| Rafael Usín        | Spagna      | 3   |
| Valeriy Legchanov  | Ucraina     | 3   |
| Felipe             | Azerbaigian | 2   |
| Luca Ippoliti      | Italia      | 2   |
| Gabriel Lima       | Italia      | 2   |
| Saad Assis         | Italia      | 2   |
| Ricardinho         | Portogallo  | 2   |
| Michal Belej       | Rep. Ceca   | 2   |
| Cosmin Gherman     | Romania     | 2   |
| Florin Matei       | Romania     | 2   |
| Cirilo             | Russia      | 2   |
| Mladen Kocić       | Serbia      | 2   |
| Miguelin           | Spagna      | 2   |
| Sergio Lozano      | Spagna      | 2   |

Autoreti
| Giocatore         | Nazione     | AutoGol |
| ----------------- | ----------- | ------- |
| Felipe            | Azerbaigian | 1       |
| Tihomir Novak     | Croazia     | 1       |
| Ricardinho        | Portogallo  | 1       |
| Arnaldo Pereira   | Portogallo  | 1       |
| Vidan Bojović     | Serbia      | 1       |
| Kike Boned        | Spagna      | 1       |
| Denys Osvyannikov | Ucraina     | 1       |
| Valeriy Legchanov | Ucraina     | 1       |

### Assist
| Giocatore          | Nazione     | Assist |
| ------------------ | ----------- | ------ |
| Alemao             | Spagna      | 5      |
| Tihomin Novak      | Croazia     | 3      |
| Kike Boned         | Spagna      | 3      |
| Carlos Ortiz       | Spagna      | 3      |
| Felipe             | Azerbaigian | 2      |
| Thiago Paz         | Azerbaigian | 2      |
| Josip Suton        | Croazia     | 2      |
| João Matos         | Portogallo  | 2      |
| Ricardinho         | Portogallo  | 2      |
| Lukáš Rešetár      | Rep. Ceca   | 2      |
| Cosmin Gherman     | Romania     | 2      |
| Cirilo             | Russia      | 2      |
| Konstantin Maevski | Russia      | 2      |
| Pula               | Russia      | 2      |
| Sergej Sergeev     | Russia      | 2      |
| Slobodan Rajčević  | Serbia      | 2      |
| Maksym Pavlenko    | Ucraina     | 2      |

### Cartellini
| Nome                 | Nazione     | Ammonizione |   |   |
| -------------------- | ----------- | ----------- | - | - |
| Roman Mareš          | Rep. Ceca   | 0           | 0 | 1 |
| Andrey Tveryankin    | Azerbaigian | 1           | 1 | 0 |
| Cirilo               | Russia      | 0           | 1 | 0 |
| Gabriel Dobre        | Ucraina     | 2           | 0 | 0 |
| Gabriel Lima         | Italia      | 1           | 0 | 0 |
| Josip Suton          | Croazia     | 1           | 0 | 0 |
| Rafael Usín          | Spagna      | 1           | 0 | 0 |
| Burak Yıldırım       | Turchia     | 1           | 0 | 0 |
| Kristjan Čujec       | Slovenia    | 1           | 0 | 0 |
| Cihan Özcan          | Turchia     | 1           | 0 | 0 |
| Marko Pršić          | Serbia      | 1           | 0 | 0 |
| Aleksandar Živanović | Serbia      | 1           | 0 | 0 |
| Roman Mareš          | Rep. Ceca   | 1           | 0 | 0 |
| Oleksandr Kondratyuk | Ucraina     | 1           | 0 | 0 |

| Nazione     | Ammonizione |   |   |
| ----------- | ----------- | - | - |
| Rep. Ceca   | 2           | 0 | 1 |
| Azerbaigian | 5           | 1 | 0 |
| Turchia     | 5           | 0 | 0 |
| Russia      | 2           | 1 | 0 |
| Slovenia    | 4           | 0 | 0 |
| Romania     | 3           | 0 | 0 |
| Serbia      | 3           | 0 | 0 |
| Spagna      | 2           | 0 | 0 |
| Ucraina     | 2           | 0 | 0 |
| Croazia     | 1           | 0 | 0 |
| Italia      | 1           | 0 | 0 |
| Portogallo  | 0           | 0 | 0 |

## Arbitri
| Nazione     | Arbitro                  |
| ----------- | ------------------------ |
| Austria     | Gerald Bauernfeind       |
| Inghilterra | Marc Birkett             |
| Portogallo  | Eduardo Fernandes Coelho |
| Rep. Ceca   | Karel Henych             |
| Croazia     | Danijel Janošević        |
| Germania    | Stephan Kammerer         |
| Spagna      | Fernando Lumbreras       |
| Ungheria    | Gábor Kovács             |
| Belgio      | Pascal Lemal             |
| Italia      | Francesco Massini        |
| Finlandia   | Timo Onatsu              |
| Cipro       | Petros Panayides         |
| Russia      | Ivan Shabanov            |
| Slovenia    | Borut Šivic              |
| Romania     | Bogdan Sorescu           |
| Polonia     | Sebastian Stawicki       |